# 一心会事件
一心会事件（いっしんかいじけん）とは、2006年10月に、ソウル地方検察庁公安1部が一心会という「団体」を北朝鮮の工作員と接触した容疑で、摘発したという事件である。
容疑をかけられた者と国家保安法廃止論者は、「一心会という団体は存在せず、証拠も示されていない」と一心会を否定しているのは勿論、「この事件は国家保安法による弾圧だ」と主張している。
一方、裁判所も一心会が団体性を欠いており、一心会の存在を否定しているが、事件に関連した当事者たちは、国家保安法違反で処罰された。

## 一心会の意味
言葉通り、心を一つにした人々の集まりという意味である。一つの心とは、変わらない心という意味であり、いっぽうでは北朝鮮の「一心団結」というスローガンを使用しており、北朝鮮の首領に常に忠誠を尽くすというスローガンを意味すると解釈されている。だが本人たちは、この団体の実在を否定して、裁判所でも一心会の存在自体は認めていない。

## 事件の過程

### 一心会事件の台頭と発達
2006年10月24日、ソウル地方検察庁公安1部は、中華人民共和国で、北朝鮮の工作員と接触した容疑（会合通信）で、民主労働党前中央委員であるイジョンフン、個人事業家チャンミノ、学校長ソンチョンモクを逮捕した。検察庁と国家情報院は、イジョンフンが2006年3月在野政治家2人と共に中国に出国し、現地で工作活動に従事してきた北朝鮮系の人物と会い、密談を交わしたと見られる。これに対し民主労働党は、「国家情報院がイジョンフンを逮捕しながら工作員と接触したというだけの如何なる具体的な状況も示されていない。米朝間の鋭い対決と、南北間の膠着局面に発生したこの事件は、新たに政治弾圧の雰囲気を作り出し、反北、反統一の雰囲気を作り出そうという国家情報院による陰謀である」という内容の声明を発表し、反発を強めた。
いっぽう、捜査の過程で、公安当局が事務室を家宅捜索しながら、民主労働党の崔基永(チェ・ギヨン)事務副総長（1993年兄弟スパイ事件で逮捕された金銀周の夫。金銀周の兄金三石の妻は元正義連代表の尹美香）と、開かれたウリ党所属議員の補佐官、市民団体関係者などを書き記したメモが発見され、事件の規模が拡大し始めた。当局の許可なく北朝鮮を3回訪問した前歴があるチャンミノが固定スパイとして活動していたことで疑いをかけられ、この事件の核心人物となった。結局チャンミノが北朝鮮訪問時に忠誠誓約をし、朝鮮労働党に入党したという事実が明らかになり、行動を共にした容疑で、民主労働党事務副総長チェギヨンと、チャンミノが経営する会社の職員であるイジンガンが追って拘束された。または、この事件によって金昇圭国家情報院長（当時）が辞任を表明した。
2007年12月13日、大法院は一心会事件の首謀者とされたチャンミノに、懲役7年、追徴金1900万ウォン、資格停止7年の判決を下した。下級審が確定しながら、共に起訴されたイジョンフンとソンジョンモクには各々懲役3年と4年を、イジンガンに懲役3年を、チェギヨン民主労働党事務副総長に懲役3年6ヶ月を言い渡し、下級審を確定させた。大法院は、「北朝鮮が国家保安法上、反国家団体に該当するとした下級審の判断は、国家の安定と、国民の生存および自由の確保を目的とした国家保安法を、違憲と見ることはできない」として、「これを前提に、被告人たちに有罪を宣告し、下級審の判断を正当と見做す」とした。

### 容疑者たちの反論
一心会事件の弁護人を勤めたキムスンギョは、ある取材に対し、今回の事件を「国家保安法による民主労働党弾圧である」と批判した。
キムスンギョによると、裁判所でも一心会の存在は証拠不充分で認められず、関係者の一人として知られるイジョンフンは完全に無罪、チェギヨンは一部が有罪となったとした。
または、裁判所では一心会が漏らしたとされる国家機密も、些細な材料に過ぎず、一心会事件はスージー金事件のような典型的な捏造事件だと一蹴した。

## 一心会に関連した民主労働党の分裂
統一運動に重点を置くことで知られる自主派（NL）と人権・平等運動に中心を置くことで知られる平等派（PD）は、民主労働党内で、かねて対立していた。当時の党代表であった、平等派の沈相奵は、民主労働党の実権を握っている自主派の「親北路線清算」を主張して、2008年2月3日、公開党大会で、チェギヨン前事務部総長と、イジョンフン前中央委員など「一心会関係者除名案件」を盛り込んだ党改革案を提案した。しかし、自主派代議員たちは、この案件を削除するよう求めた修正動議案を発議し、出席代議員862名中553名の賛成で決議させ、除名は結局失敗した。
この後、革新案可決と最信任問題を絡めた沈相奵は辞任し、沈相奵は支持していた魯会燦前国会議員と、他の平等派党員が一同に離党し、進歩新党を結成した。一心会議論で知られているように、進歩新党は民主労働党と比較して、政治路線は相当に北朝鮮に異なる視点を持っている。